# 小樽運転所
小樽運転所（おたるうんてんしょ）は、北海道小樽市にある北海道旅客鉄道（JR北海道）本社鉄道事業本部管内の運転士が所属する組織である。かつての所属略号は機関車が「築」、客車が「札タコ」。
前身は小樽築港機関区（おたるちっこうきかんく）で小樽築港駅の傍にあり、貨物ヤードや蒸気機関車が多く配置される機関区として人気を集め、北の要衝とも呼ばれた。現役時代は大型扇形庫が設置されていたが、今は跡形もなく消え去っている。現在は車両の配置はなく、運転士のみとなって小樽駅構内へ移っている。跡地はウィングベイ小樽となった。

## 沿革
- 1880年（明治13年）11月28日 - 幌内鉄道 手宮 - 札幌間開業。手宮機関庫設置。
- 1904年（明治37年）10月15日 - 北海道鉄道 函館 - 高島（現・小樽）間全通。機関庫（のちの小樽機関庫）設置。
- 1905年（明治38年）8月1日 - 北海道鉄道 高島 - 小樽（現・南小樽）間開通、北海道炭礦鉄道と連絡輸送開始。
- 1906年（明治39年）1月15日 - 北鉄・炭鉄協定により函館 - 札幌間直通列車運転開始。
- 1907年（明治40年）7月1日 - 北鉄国有化で函館本線全線が帝国鉄道庁管轄となる。
- 1924年（大正13年）10月13日 - 小樽築港機関庫起工。
- 1927年（昭和2年）7月15日 - 小樽駅の小樽機関庫を廃止し、小樽築港駅に小樽築港機関庫発足。手宮機関庫を分庫とする。
- 1936年（昭和11年）9月1日 - 小樽築港機関区に改称。
- 1949年（昭和24年）7月2日 - 小樽築港機関区手宮支区を廃止し、小樽築港機関区に集約。
- 1987年（昭和62年）3月1日 - 小樽築港運転区に改称する。
- 時期不詳 - 小樽運転所に改称する。
- 1990年（平成2年）10月10日 - 旧・小樽築港機関区解体工事開始（翌年までに完了）。
- 1997年（平成9年）12月1日 - 庁舎移転（北海道小樽市稲穂2丁目）跡地は売却され、現在はウィングベイ小樽の一部となっている。

## 配置
1966年（昭和41年）3月31日現在の蒸気機関車配置はD51形16両、C62形6両、C57形17両、9600形10両、C12形3両、B20形1両、計53両（1966年版「国鉄蒸気機関車配置表」『鉄道ピクトリアル』No.891特別付録）